# Metropolia di Buenos Aires
La metropolia di Buenos Aires (spagnolo: Arquidiócesis ortodoxa griega de Buenos Aires y Sudamérica; greco: Ιερά Μητρόπολη Μπουένος Άιρες) è una diocesi del patriarcato ecumenico di Costantinopoli di rito bizantino con sede a Buenos Aires in Argentina, dove si trova la cattedrale dell'Assunzione.
La metropolia estende la sua giurisdizione su tutti i Paesi dell'America meridionale, eccetto Colombia e Venezuela.
Dal 29 novembre 2019 metropolita di Buenos Aires ed esarca del Sudamerica è Iosif Bosch.
La diocesi di Buenos Aires, parte dell'Arcidiocesi greco-ortodossa del Nord e del Sud America, fu fondata il 15 marzo 1979. Il 30 luglio 1996 fu elevata al rango di metropolia autocefala, dipendente direttamente dal patriarca di Costantinopoli.

## Cronotassi dei metropoliti
- Gennádios Chrysoulákis † (8 aprile 1979 - 30 aprile 2001 dimesso)[4]
- Tarasios Antonopoulos (3 giugno 2001 - 29 novembre 2019 eletto metropolita di Rodopoli)[5]
- Iosif Bosch, dal 29 novembre 2019